# Carmelo Camet
Carmelo Camet (castellà: Carmelo Félix Camet)  (París, 29 d'octubre de 1904 - Buenos Aires, 22 de juliol de 2007) va ser un tirador d'esgrima argentí que va competir durant la dècada de 1920. Era fil de Francisco Carmelo Camet, considerat el primer esportista argentí en participar en els Jocs Olímpics. Advocat de professió, Carmelo heretà de son pare la passió per l'esgrima, esport que practicà des de ben jove. Durant la dècada de 1920 guanyà diversos torneigs i el 1926 es proclamà campió nacional d'esgrima. El 1924 es classificà per disputar els Jocs de París, però finalment no hi va prendre part.
El 1928 va prendre part en els Jocs Olímpics d'Amsterdam, on va guanyar la medalla de bronze en la prova de floret per equips del programa d'esgrima.